# Центар средњих школа
ЈУ Центар средњих школа је образовна институција смјештена у Требињу, у Републици Српској.

## Историја
За Центар средњих школа Требиње може се рећи да наставља традицију Трговачке академије у Требињу основане 1893. године. Скупштина општине Требиње и Министарство просвјете основало је Економску школу 1957. године у чијем саставу је била Трговачка школа. Од 1964. год. у Требињу се оснива Средњошколски центар у чијем саставу су све требињске средње школе.
1993. године од Средњошколског центра Требиње и његова три дотадашња ОУР-а, због великог броја ученика, и што боље функционалности, формирају се три школе. Тако настаје Економска, трговачка, угоститељска и медицинска школа Требиње. Школски одбор 2005. године мијења назив ове школе у Центар средњих школа.

## Школа данас
Школа је регистрована за обављање дјелатности средњег образовања и васпитања, за стицање трећег и четвртог степена стручне спреме ученика у четири струке и као допунску дјелатност образовање
и обука одраслих особа. У школи је тренутно запослено 68 радника од којих су 54 професори.
Ученици се образују у оквиру четири струке (економија, право и трговина, здравство, пољопривреда и прерада хране, угоститељство и туризам) и 12 занимања:
- економски техничар,
- пословно-правни техничар,
- банкарски техничар ,
- медицински техничар,
- физиотерапеутски техничар,
- фармацетски техничар,
- агротуристички техничар,
- конобар и
- кувар

Школа има опремљене информатичке кабинете, медицински кабинет, кабинет за практичну наставу
конобара и кувара, кабинет за практиĉну наставу трговаца, те фискултурну салу и школску
библиотеку.
Ученицима се пружа могућност да изаберу неку од ваннаставних активности: новинарска, библиотекарска, информатичка, еколошка и правна секција,
као и одбојкашка и кошаркашка секција.